# Свядица
Свядица (бел. Свядзіца) — река в Белоруссии, правый приток Эссы. Протекает в Лепельском районе Витебской области.
Длина реки — 34 км. Площадь водосбора 225 км². Среднегодовой расход воды в устье 1,5 м³/с. Средний наклон водной поверхности 0,6 ‰.
Река берёт начало в болотах в 3 км к юго-востоку от деревни Далики и в 18 км к югу от Лепеля. В верхнем течении течёт на север, после впадения Старобинки поворачивает на запад. Водосбор на западной окраине Чашникской равнины. Долина Свядицы трапециевидная в верхнем течении и невыраженная в нижнем. Пойма в верхнем течении отсутствует, в среднем и нижнем узкая и чередуется по берегам. Русло извилистое, в нижнем течении часть русла канализирована. Ширина русла от 0,5-2,5 (в верхнем течении) до 10-18 метров. Берега высотой 0,5-1 м. Река используется в качестве водоприемников мелиоративных систем.
Основной приток — река Старобинка (правый). На реке стоит деревня Свядица, впадает в Эссу у деревни Вилы.